# خولیو سزار بالدیویسو
خولیو سزار بالدیویسو (۲ دسامبر ۱۹۷۱) یک بازیکن فوتبال اهل بولیوی است. وی در تیم ملی فوتبال بولیوی بازی کرده است.